# バウンティキラー
『バウンティキラー』は、2008年10月に山佐から発売されたパチスロ機（5号機）。
サウンドプロデューサーとしてGacktを起用し、ビッグボーナス中には代表曲と未発表曲が聴ける。また、ストップボタンのそばに送風口がついており、風が吹くことでチャンスを表現するという新機能も備えている。

## 概要
- ハイパーBIGボーナス、ノーマルBIGボーナス、REGボーナス、そして1ゲームあたり約0.5枚ペースでコインが増加する「バウンティタイム」と呼ばれるARTでコインを増やすシステムである。
- ボーナス後は「バウンティゾーン」に突入し、100G継続する。その間にハイパーリプレイが成立すると「バウンティタイム」に突入する。

## スペック

### ボーナス
ボーナスは、約406枚獲得できるハイパーBIGボーナスと約330枚獲得できるノーマルBIGボーナスと約80枚獲得できるREGボーナスがある。BIG中、REG中共にナビが発生し、それに従って揃えればよいが、1枚役ははずした方が得になる。ボーナス中にミニゲームとして3択の15枚役を正しい組み合わせで揃えるとバウンティゾーン中に9枚役のナビが発生するATが作動する抽選を受けることが出来る。

### バウンティゾーン
ボーナス後100Gのバウンティゾーンに突入する。この100G中にハイパーリプレイを揃えるとバウンティタイムに突入する(ただしボーナスとの同時当選したハイパーリプレイは除く)。ハイパーリプレイはハイパーBIG後の方がノーマルBIG、REG後より成立しやすくなっている。ゾーン中にBAR･黄チェリー･赤チェリーを揃えるとゾーンは終了してしまうが、その際は必ずナビが出るため、いずれかのリールに白7を押して外せばよい。ボーナス中のミニゲームに成功していると9枚役のナビが出現し、コイン持ちがアップすることがある。

### バウンティタイム
バウンティゾーン中にハイパーリプレイを成立させることで突入する。次回ボーナスまで継続し、1ゲームあたり0.4枚増えていく。

### BIG中の特典
BIGボーナス中はGacktの楽曲が以下の4曲の中から任意に選択でき、聴くことができる。
- Mizérable
- white eyes
- ANOTHER WORLD
- Justified （未発表曲）